# Jun Miyake
Jun Miyake (三宅 純, Miyake Jun, 7 janvier 1958) est un compositeur et trompettiste japonais,. Musicien à succès, il compose pour tous les supports, et en particulier pour le cinéma. 

## Biographie
En 1981, Jun Miyake est diplômé du Berklee College of Music, et remporte le prix de la Fondation artistique du Massachusetts.
Découvert par l'influent Terumasa Hino, il commence sa carrière en tant que trompettiste de jazz. De retour à Tokyo, il devient un artiste important, ainsi qu'un compositeur à succès, en 13 albums solo. Il travaille sur des films, des documentaires, des danses, de la publicité (3 000 spots TV) et des pièces de théâtre. Il produit également de nombreux artistes. 
Jun Miyake remporte de nombreux prix et travaille avec Pina Bausch, Wim Wenders, Robert Wilson, Oliver Stone, Jean-Paul Goude, Philippe Decouflé, entre autres, ainsi que des collaborations avec des artistes tels que Hal Willner, Arto Lindsay, Peter Scherer, Arthur H. Vinicius Cantuaria, David Byrne, Grace Jones, Gavin Friday, Ron Carter, Michael Brecker, Bruno Capinan, et bien d'autres.
En 1995, il compose la bande originale de l'épisode Stink Bomb pour le film d'animation à sketchs Memories, dans lequel il utilise une combinaison de jazz et de funk pour souligner la nature chaotique et comique du film.
En 2005, il s'installe à Paris et travaille activement sur de nombreux projets. Il est choisi comme « homme de l'année 2009 » par les Galeries Lafayette Homme.
En 2012, ses chansons Lilies in the Valley et The Here and After sont utilisées dans le film Pina de Wim Wenders.
En 2016, il ré-arrange l'hymne du Japon pour la cérémonie de clôture des Jeux olympiques d'été de 2016 et compose le titre Anthem Outro pour la partie Arigato From Japan.

## Discographie
- 2019 : Colomena, en coll. avec Kyoko Katsunuma (drApe/P-VINE)
- 2019 : An artist of floating world, bande originale (drApe/P-VINE)
- 2019 : No Longer Human, bande originale (drApe/P-VINE)
- 2019 : Les Traducteurs, bande originale (drApe/P-VINE)"
- 2020 : Mémoires du Sapa, bande originale (drApe/P-VINE)"
- 2021 : No.9 -Immortal Melody Soundtrack (e+ Music)"
- 2021 : Sanson, bande originale (drApe/P-VINE)"
- 2021 : Whispered Garden (drApe/P-VINE, enja-yellowbird)
- 2022 : Snow Country, bande originale (drApe/P-VINE) "
- 2023 : Jeanne d'arc, bande originale (P-VINE)

Apparition dans la bande originale du documentaire Pina :